# Mici

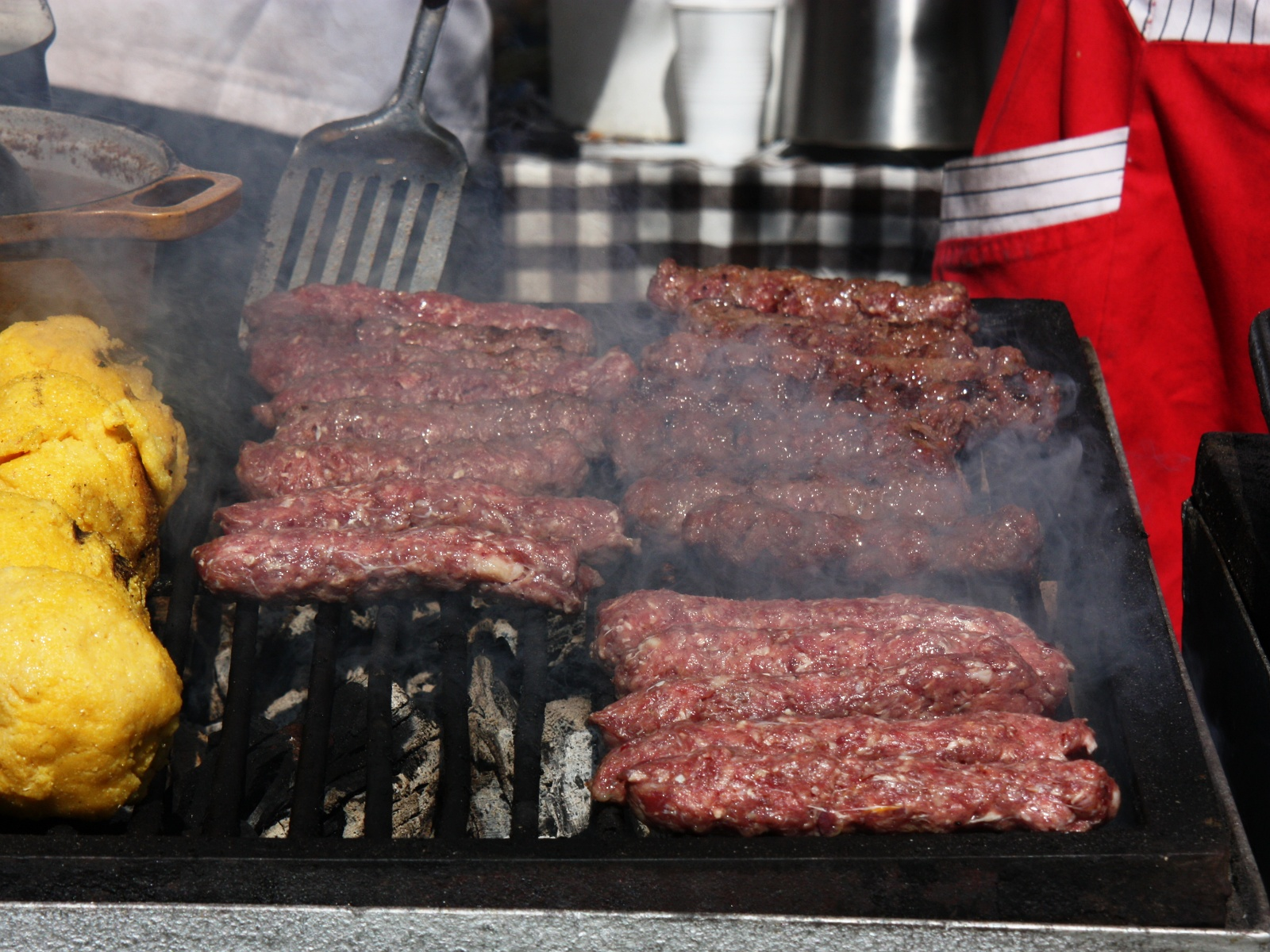
Mititei la gratar (a la graella).

Els mititei o mici (també en singular, en romanès «menuts», pronunciats com mig en català) són un plat tradicional de la cuina romanesa, que consisteix en carn picada amb forma de rotlle que es prepara a la graella. La carn que s'empra en aquesta mena de mandonguilla és generalment de xai o de porc, amb all, pebre negre molt, herbes per donar-li gust i, a vegades, un toc de pebre vermell. També hi ha qui, a voltes, li afegeix una mica de hidrogencarbonat de sodi.
Se serveix normalment acompanyat de mostassa i cervesa per beure.
Els mici són un aperitiu molt popular a Romania, considerat per molts un dels seus plats nacionals.

## Història
La llegenda popular diu que els mici foren inventats una tarda en un bar de nom La Iordachi a Bucarest, un lloc molt conegut per les salsitxes. No obstant això, existeixen plats similars en altres països de l'Europa de l'est, essent els ćevapčići un dels més populars.
Durant el 2013 va haver-hi molt de renou a Romania per la possibilitat de prohibició de la comercialització d'aquest aliment en la Unió Europea per l'ús de l'hidrogencarbonat de sodi. Finalment el 2014 va ser-ne aprovat el seu ús.